# New Arley
New Arley är en by i Warwickshire i England. Byn ligger 24 km från Warwick. Orten har 1 874 invånare (2001).